# Begonia organensis
Espèce
Begonia organensis est une espèce de plantes de la famille des Begoniaceae.
L'espèce fait partie de la section Begonia.
Elle a été décrite en 1944 par Alexander Curt Brade (1881-1971).

## Répartition géographique
Cette espèce est originaire du pays suivant : Brésil.